# Економіка Сполучених Штатів Америки

Динаміка інфляції у США, 1666—2019 рр.

Компоненти грошової маси США (валюта, М1, М2 та М3) з 1959 року

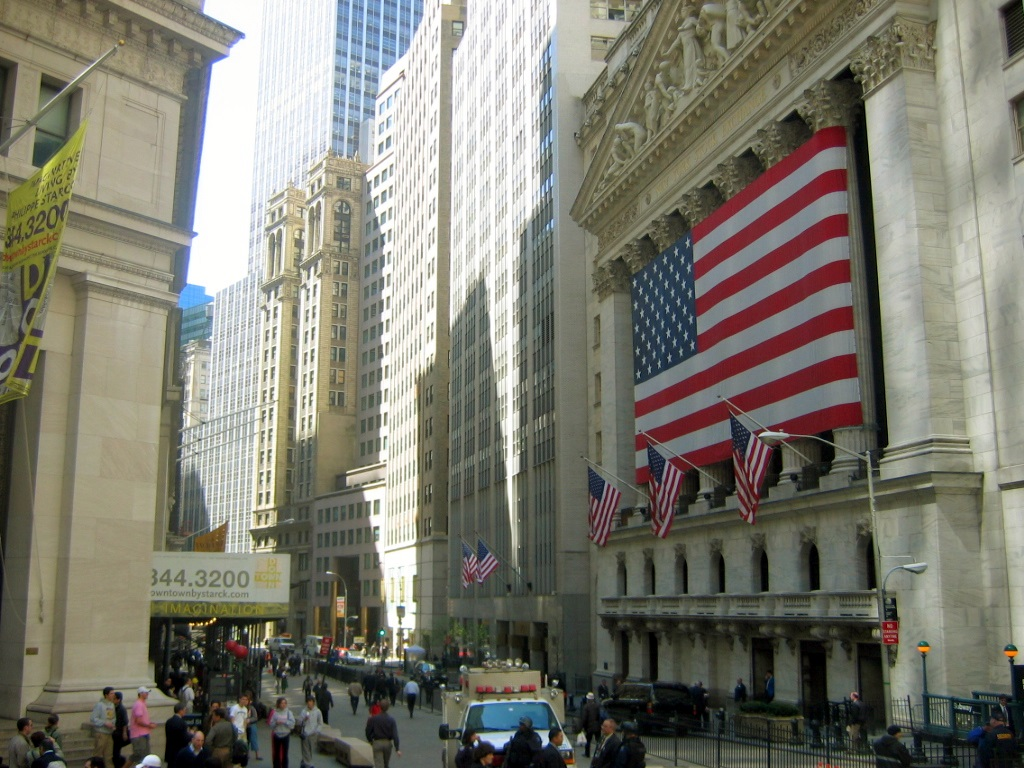
Волл-стріт

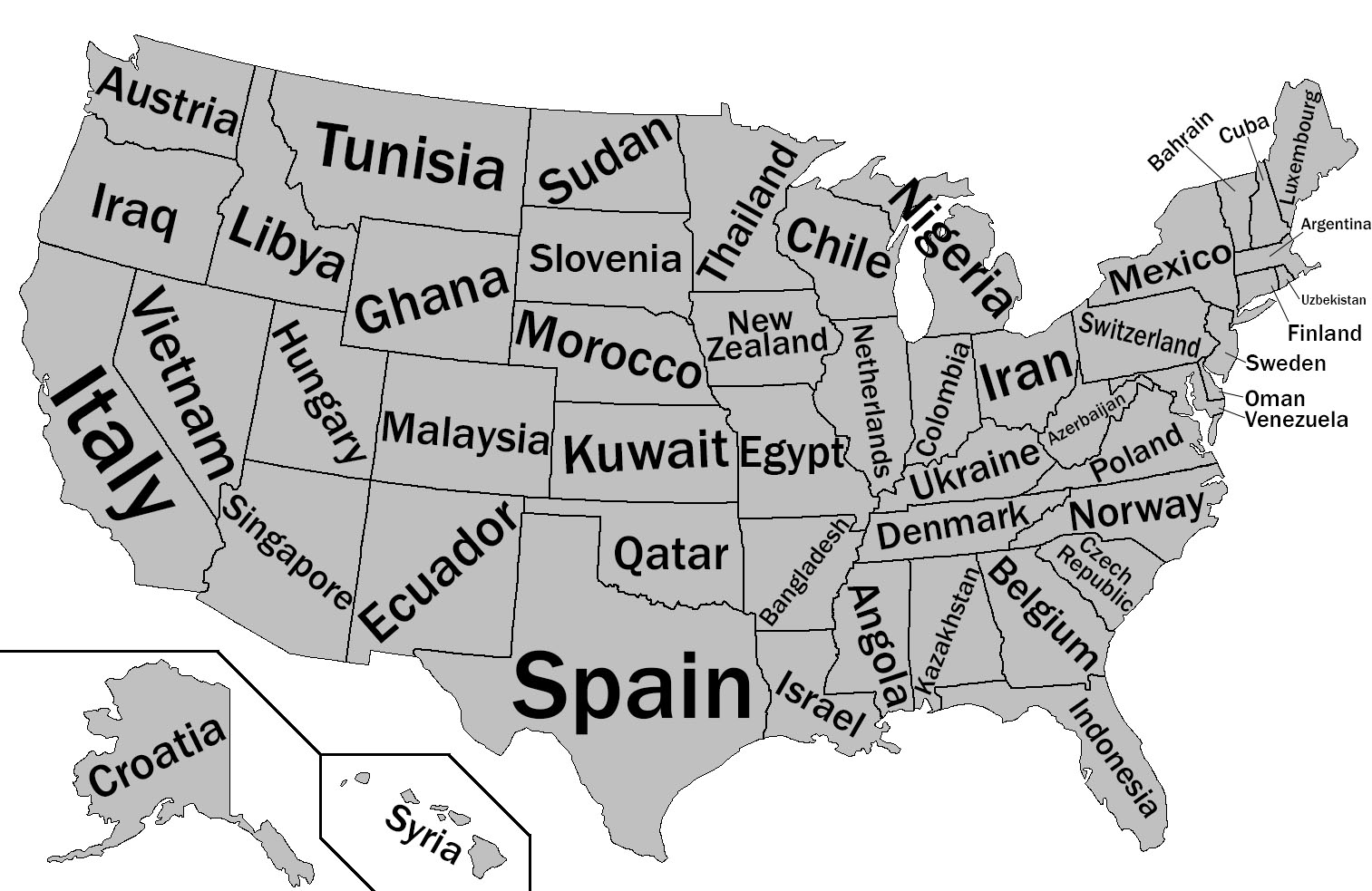
Порівняння економіки штатів з країнами, що мають такий же ВВП, 2012

| Безробіття        | 5,0 % (березень 2016 року)         |
| Зростання ВВП     | 5,9 % (IV кв. 2009 року)           |
| Інфляція ІСЦ      | 2,1 % (лютий 2009 — лютий 2010)    |
| Національний борг | 28,9 трлн дол. (грудень 2021 року) |
| Бідність          | 13,2 % (2008)                      |

Економіка США — сукупність усіх видів економічної діяльності в США.
США — високорозвинена постіндустріальна країна; держава-гігант, провідна економічна і військова держава світу; займає 3-тє місце у світі за площею і чисельністю населення. США мають високорозвинену і диверсифіковану промисловість, основними галузями якої є загальне, транспортне та електротехнічне машинобудування, видобуток корисних копалин, хімічна та харчова промисловість, виробництво металовиробів тощо.
Джерелом статистичної та економічної інформації по Сполучених Штатах є Бюро перепису населення США.

## Історія

### Колоніальна епоха та XVIII століття
Економічна історія Сполучених Штатів почалася з британських поселень уздовж східного узбережжя в XVII і XVIII століттях. Після 1700 року майбутні Сполучені Штати швидко збільшували населення, і водночас зростали імпорт та експорт. Африка, Азія і найчастіше Європа сприяли торгівлі колоній. Ці 13 колоній отримали незалежність від Британської імперії наприкінці XVIII століття і швидко переросли від колоніальної економіки до економіки, зосередженої на сільському господарстві.

### XIX століття
У наступні 180 років США виросли до величезної інтегрованої та індустріалізованої економіки, яка становила близько однієї п'ятої від світової. У результаті ВВП США на душу населення наблизився до ВВП Британської імперії, а також інших країн, від яких Штати раніше відставали в економічному відношенні та, зрештою, перевершили конкурентів. Економіка підтримувалася високими зарплатами, залучаючи мільйони іммігрантів з усього світу. У 1820—1830-х роках масове виробництво замінило ремісників фабриками. Нові урядові постанови посилили захист патентів.
На початку 1800-х років Сполучені Штати залишалися в основному сільськогосподарськими, де понад 80 % населення займалося землеробством. Більшість виробництва зосереджувалася на початкових етапах переробки сировини, де лідирували пиломатеріали та лісопильні заводи, текстиль, виробництво взуття. Багаті запаси ресурсів сприяли швидкому економічному розвитку у XIX столітті. Велика кількість землі дозволяла зростати чисельності фермерів, але діяльність у сфері виробництва, послуг, транспорту та інших секторах зростала набагато швидшими темпами. Таким чином до 1860 року частка сільського населення в США впала з понад 80 % до приблизно 50 %.

### XX століття
Сполучені Штати стали найбільшою національною економікою світу за рівнем ВВП приблизно з 1890 року. Протягом багатьох років після Великої депресії 1930-х років, коли небезпека рецесії здавалася найбільш серйозною, уряд зміцнював економіку, витрачаючи великі гроші або знижуючи податки, щоб споживачі витрачали більше. Це сприяло швидкому зростанню грошової маси, що також спонукало до збільшення витрат. Уявлення про найкращі інструменти для стабілізації економіки суттєво змінилися між 1930-ми та 1980-ми роками. Від епохи Нового курсу, яка почалася в 1933 році, до ініціатив Великого суспільства в 1960-х роках національні політики покладалися головним чином на фіскальну політику, щоб впливати на економіку.

## ВВП
За даними [Index of Economic Freedom, The Heritage Foundation, U.S.A. 2001]:
- ВВП (1999) — 8500 млрд дол.
- Темп зростання ВВП (1999) — 4 %.
- ВВП на душу населення (1999) — 31 201 дол.
- Прямі закордонні інвестиції (1999) — 119 млрд дол.
- Імпорт (1999) — переважно електронні компоненти, побутова електроніка і комп'ютери — 1100 млрд дол. (Канада — 19,2 %; Японія — 12,0 %; Мексика — 10,0 %; Китай — 8,0 %; Німеччина — 5,4 %).
- Експорт (1999) — переважно машини, обладнання і продукція сільського господарства (промислове та електронне обладнання, літаки, автомобілі, військова техніка, хімікати, кам'яне вугілля, кукурудза, соєві боби) — 905 млрд дол. (Канада — 23,0 %; Мексика — 12,0 %; Японія — 8,3 %; Велика Британія — 5,5 %; Німеччина — 5,4 %).

Країна стала найбільшою економічною державою після Другої світової війни. Протягом декількох десятиріч США займали провідне положення у світі за темпами економічного зростання, продуктивності праці та обсягах виробництва. Долар був і основною валютою в міжнародній фінансовій системі. Американські виробники забезпечували весь світ товарами масового споживання та обладнанням. Нині США втратили неподільне панування у світовій економіці. Починаючи з 1970-х років у світі стався зсув до триполюсної структури — нарівні з США центрами глобальної економічної діяльності стали Європа (на чолі з Німеччиною) і Азійсько-Тихоокеанський регіон (на чолі з Японією). У 1994 році в США вартість імпорту на 166 млрд дол. перевищила вартість експорту. Частка валового внутрішнього продукту США у світовому ВВП знизилася з 35,4 % в 1966-му до 26,5 % в 1993-му. Німеччина і Японія наздогнали та навіть перевершили США по ряду ключових показників економічного розвитку. У середині 1990-х років величина ВВП на душу населення в Німеччині приблизно порівнялася з США, а в Японії була на 20 % вище. У таких найважливіших галузях промисловості, як автомобілебудування, металообробка, сталеливарне виробництво і споживча електроніка, Японія випереджає США по продуктивності праці на 15—45 %. У металообробній і сталеливарній промисловості продуктивність праці в Німеччині стала такою ж, як у США. Частка ВВП, реінвестована в економіку, — ключова детермінанта майбутнього процвітання, — у США становила 15 %, у той час як у Німеччині — 22 %, а в Японії — 31 %. У високотехнологічних галузях промисловості витрати на науково-технічні дослідження і розробки в США становлять 1,9 % ВВП, у Німеччині — 2,7 %, у Японії — 3 %.
У 1997 році ВВП США становив 8079 млрд дол. З 1960 по 1995 роки темпи зростання ВВП сповільнилися: в 1960-ті роки середньорічний приріст становив 4,5 %, в 1970-ті — 3,5 %, у 1980-ті — 3,0 %, а в 1990—1995 роках — 2,1 %. Хоч темпи економічного зростання США істотно знизилися, їх економіка залишається провідною у світі. Водночас за величиною ВВП на душу населення США (27 821 дол.) в кінці XX ст. поступається лідерством тільки Люксембургу (32 416 дол.).
З 2000-х КНР почала наздоганяти США за розміром ВВП, оскільки в КНР економіка росла в 3—5 рази швидше за США (у 2006 році ріст ВВП КНР склав 11 % проти 2 % в США). Орієнтовно Китай у 2028 році обжене США за розміром ВВП, цей процес прискорила пандемія COVID-19 — економіка США відновлювалася набагато повільніше, ніж китайська. За ВВП, перерахованим у долари за паритетом купівельної спроможності Китай обігнав США ще у 2014 році.
| Галузь                                                             | Підприємств | Продаж, виручка або відвантаження ($1 000) | Річний фонд з/п ($1 000) | Кількість оплачуваних працівників |
| ------------------------------------------------------------------ | ----------- | ------------------------------------------ | ------------------------ | --------------------------------- |
| Гірництво                                                          | 24 087      | 182 911 093                                | 21 173 895               | 477 840                           |
| Комунальні підприємства                                            | 17 103      | 398 907 044                                | 42 417 830               | 663 044                           |
| Будівництво                                                        | 710 307     | 1 196 555 587                              | 254 292 144              | 7 193 069                         |
| Виробництво                                                        | 350 828     | 3 916 136 712                              | 576 170 541              | 14 699 536                        |
| Оптова торгівля                                                    | 435 521     | 4 634 755 112                              | 259 653 080              | 5 878 405                         |
| Роздрібна торгівля                                                 | 1 114 637   | 3 056 421 997                              | 302 113 581              | 14 647 675                        |
| Транспорт і складські послуги                                      | 199 618     | 382 152 040                                | 115 988 733              | 3 650 859                         |
| Інформаційні послуги                                               | 137 678     | 891 845 956                                | 194 670 163              | 3 736 061                         |
| Фінанси і страхування                                              | 440 268     | 2 803 854 868                              | 377 790 172              | 6 578 817                         |
| Нерухомість, оренда і лізинг                                       | 322 815     | 335 587 706                                | 60 222 584               | 1 948 657                         |
| Професійні, наукові і технічні послуги                             | 771 305     | 886 801 038                                | 376 090 052              | 7 243 505                         |
| Менеджмент компаній і підприємств                                  | 49 308      | 107 064 264                                | 178 996 060              | 2 605 292                         |
| Адміністративні, допоміжні, утилізаційні і рекультиваційні послуги | 350 583     | 432 577 580                                | 206 439 329              | 8 741 854                         |
| Освітні послуги                                                    | 49 319      | 30 690 707                                 | 10 164 378               | 430 164                           |
| Охорона здоров'я, соціальна допомога                               | 704 526     | 1 207 299 734                              | 495 845 829              | 15 052 255                        |
| Мистецтво, розваги і відпочинок                                    | 110 313     | 141 904 109                                | 45 169 117               | 1 848 674                         |
| Готелі, громадське харчування                                      | 565 590     | 449 498 718                                | 127 554 483              | 10 120 951                        |
| Інші послуги (крім громадського управління)                        | 537 576     | 307 049 461                                | 82 954 939               | 3 475 310                         |
| Всього                                                             | 6 891 382   | 21 362 013 726                             | 3 727 706 910            | 108 991 968                       |

## ВВП США у 2020 році
«У 2020 році ВВП США знизився на 3,4 %, що стало найбільшим падінням за 74 роки».

## ВВП США у 2021 році
Економіка США у 2021 році, за попередніми даними, показала рекордне зростання з 1984 року після того, як уряд витратив трильйони доларів (6 трлн дол.) на допомогу у зв'язку з COVID-19. Про це повідомляє Reuters з посиланням на дані Бюро економічного аналізу Міністерства торгівлі США. Так, ВВП США у 2021 році виріс на 5,7 % — це максимальне зростання з 1984 року.
Зазначається, що економічному зростанню сприяло збільшення витрат на товари та послуги особистого споживання, а також зростання експорту та приватних інвестицій. Як свідчать дані Бюро, американська економіка різко зросла в четвертому кварталі (+6,9 % після +2,3 % у липні — вересні).
При цьому, споживчі витрати, на які припадає понад дві третини ВВП, у жовтні — листопаді зросли на 3,3 % після зростання на 2 % у третьому кварталі. Цей показник виріс за рахунок стрибка споживчих витрат у жовтні, але після того, як у країні почав поширюватися «омікрон», зростання сповільнилося.
Reuters додає, що зростання споживчих витрат стримувала нестача автомобілів та інших товарів на тлі проблем виробництва через глобальний дефіцит напівпровідників. Також факторами, які стримували зростання споживчих витрат наприкінці четвертого кварталу, стали зниження купівельної спроможності домогосподарств та інфляція, які виявилися набагато вищими за цільовий показник ФРС 2 %.

## Базування економіки
Економіка США базується на приватній власності та прагненні до отримання прибутку.
Частка державного споживання федерального уряду, штатів та місцевих органів сягає третини ВВП США. У 1974 році Конгресом США створено Управління федеральною політикою державного замовлення в структурі Адміністративно-бюджетного управління при президенті США. У 2003 році доступ до Федерального банку даних став повністю комп'ютеризованим.
Промислові та страхові компанії, магазини, ферми, банки й багато які підприємства сфери послуг належать приватним інвесторам. У 1995 році в США нараховувалося 16,4 млн некорпоративних приватних підприємств несільськогосподарського профілю, 1,58 млн партнерських компаній і 4,4 млн корпорацій. Саме корпорації відіграють найбільшу роль в економіці США. У 1995 році прибутки некорпоративних приватних підприємств становили 807 млрд дол., прибутки партнерських компаній — 853 млрд дол., прибутки ж корпорацій перевищили 14,5 трлн дол. Велика частина продукції корпорацій продукується невеликим числом найбільших фірм. Хоча в 1995 році корпорації з капіталом понад 250 млн дол. становили лише 1,6 % всіх корпорацій країни, на їх частку припадало майже 85 % сумарного прибутку. Як правило, це ТНК — транснаціональні корпорації, які є продуктом сучасного процесу глобалізму (і самі є глобалізаторами). На території США нараховується бл. 500 центрів ТНК.

## Транспорт
Розвинуті всі види сучасного транспорту (залізничний, автомобільний, морський, внутрішній водний, повітряний і трубопровідний). Найбільші порти: Новий Орлеан, Гемптон-Роудс, Нью-Йорк, Тампа, Мобіл, Лос-Анджелес, Балтимор. У середині 1990-х років на водні маршрути припадало 15 % вантажоперевезень. Важкі та громіздкі вантажі (залізняк, вугілля, зерно, нафтопродукти, пісок, гравій, цемент) часто доставляються водним шляхом. На залізничний транспорт у середині 1990-х років припадало 38 % всіх вантажоперевезень і тільки 1 % пасажирів. У перше десятиріччя XXI ст. планується збудувати високошвидкісні рейкові магістралі, які зв'яжуть найбільші мегаполіси східного узбережжя. Автомобільні вантажоперевезення в середині 1990-х років становили 28 %. Водночас на повітряний транспорт припадала незначна частка вантажного товаропотоку (0,5 %), але майже 20 % пасажироперевезень. На частку транспорту припадає бл. 20 % загального споживання енергії у країні та від 50 % до 60 % всього споживання рідкого палива.
Транспортний комплекс відіграє важливу роль у соціальному та економічному житті країни. Протяжність мережі залізниць становить у США близько 265 000 км, автомобільних доріг — 6 500 000 км. На частку транспорту припадає близько 20 % загального споживання енергії в країні та від 50 до 60 % всього споживання рідкого палива. Значну частину вантажних і пасажирських перевезень виконує транспорт промислових підприємств, індивідуальні легкові автомобілі, персональні літаки тощо. Матеріально-технічна база транспортного комплексу переважно сучасна, що характеризується великою потужністю і високою якістю. Починаючи з 80-х років, транспортний комплекс США вступив у смугу якісно нових зсувів у галузі техніки та технологій перевезень, передусім за рахунок широкого впровадження автоматизованих систем управління перевізними процесами з використання комп'ютерів, мікропроцесорів, волоконної оптики, лазерів, штучних супутників землі та іншого. Найважливішим напрямом підвищенням якості транспортних послуг стало впровадження системи перевезень «тільки в термін», з подачею вантажів рухомого складу з точністю до хвилин. Це дозволяє замовнику обійтися без складів, що дорого коштують і скоротити потребу в оборотних коштах. Транспорт все більш перетворюється в органічну складову частину складної виробниче-транспортної системи, охоплюючи всю економіку, що істотно підвищує ефективність останньої.

## Торгівля
Докладніше Зовнішня торгівля США

### Торговий баланс
Коли країни починають експортувати у власній валюті, раптово виявляється, що курс національної валюти визначається насамперед торговим балансом країни.
Можливо, торговий дефіцит США почне знижуватись у міру відновлення ланцюжків поставок (докладніше Глобальна криза ланцюжка поставок 2021—2022 рр.). Майже весь 2021 рік у портах США спостерігалася величезна черга контейнеровозів.

## Промисловість
Основну роль в економіці США відіграє промисловість, особливо металургія, машинобудування і приладобудування, електронне та електротехнічне, нафтове, хімічне, автомобільне та авіаційне. Основу експортної експансії США складають машини та обладнання (на частку США припадає близько 20 % світового експорту наукомісткої продукції).
У XX ст. державний сектор в економіці істотно розширився, особливо в роки світової економічної кризи та Другої світової війни, однак витрати федерального уряду в період 1975—1995 років залишалися відносно стабільними. У 1995 році федеральні витрати становили 21,1 % ВВП (у 1975-му — 21,4 %). Уряд має можливість впливати на економіку за допомогою бюджетної політики, тобто змінюючи рівень витрат або оподаткування.
Добувні галузі господарства грають життєво важливу роль у забезпеченні економічного зростання. США належить до тих небагатьох країн, які мають у своєму розпорядженні достатньо природних ресурсів, необхідних для розвитку сучасної економіки. Ці ресурси включають основні види мінеральної сировини (залізняк, свинець і мідь). Найважливіше значення мають енергоресурси — вугілля, нафта, природний газ, якими так багаті США. Для потреб виробництва і будівельних робіт використовуються величезні лісові ресурси. Нарешті, сільськогосподарське виробництво США традиційно одне з найефективніших у світі. Загалом частка ресурсних галузей у ВВП в 1994 становила 7 %.
США є найбільшим у світі виробником промислових товарів, щорічний обсяг виробництва яких для внутрішнього і світового ринку — понад 1,3 трлн дол. Ця галузь одна з ключових у національній економіці, однак її значення в порівнянні з індустрією послуг після Другої світової війни неухильно знижувалася. У 1996 році на частку обробної промисловості припадало менш як 19 % ВВП (проти 22 % в 1980-му). Близько 1/3 товарів довготривалого користування складає продукція машинобудування, промислового, електронного та електротехнічного обладнання, по 1/5 — автомобілебудування і металообробка. Хімічна і харчова промисловість виробляють більш ніж по 1/5 товарів короткострокового користування, частка продукції поліграфічної промисловості — 15 %.
У 2020 році внесок нафтовидобутку в зростання американського ВВП оцінюється в 10 %, тобто в 0,2—0,3 % ВВП щорічно, загальний валовий продукт нафтогазової індустрії не перевищує 7 % ВВП США.
За прогнозами інвестиційного банку Morgan Stanley, до 2033 року вугілля зникне з енергосистеми США, на шляху до створення безвуглецевої енергетики.

## Сільське господарство
США має високорентабельне сільське господарство, продукція якого становить бл. 2 % ВВП, у ньому зайняті 3 % працездатного населення. Агропромисловий комплекс США включає галузі, які випускають засоби виробництва для сільського господарства, саме сільськогосподарське виробництво і галузі, що забезпечують переробку і збут сільгоспсировини та виробленої з неї продукції. Причому, частка експорту сільськогосподарської продукції США неухильно зростає, що може призвести до надвиробництва продукції. У зв'язку з цим у кінці XX ст. відбулося скорочення фермерських господарств з 2,4 млн до 2,1 млн. Одночасно відбувся процес укрупнення ферм, і вже зараз 13,8 % великих господарств дають понад 70 % всієї товарної продукції, у той час як частка інших ферм не перевищує 9 %. Значне місце в сільському господарстві США займає розведення великої рогатої худоби та домашніх птахів, виробництво яєць і молочних продуктів, вирощування зернових, сої, овочів і фруктів. У 1996 році сукупний ринковий фермерський прибуток досяг 204,2 млрд дол., з них 54 % припадає на частку продукції рослинництва, а 45 % — тваринництва.

## Послуги
У другій половині XX ст. простежувалася тенденція збільшення частки сфери послуг. З кінця 1960-х років частка виробництва в США поступово скорочувалася і росла частка сектору послуг. У 1980-х роках зайнятість у секторі послуг збільшувалася в середньому на 1,8 % на рік (у торгівлі на 2,6 %), тоді як число робочих місць у промисловості залишалося незмінним. На початку XXI ст. сфера послуг — найбільший сектор економіки США. У 1997 році він дав 4,43 трлн дол., або 54 % ВВП, і 4/5 робочих місць у країні. Сфера послуг включає безліч різних галузей і професій. Комплекс ділових, професійних і особистих послуг — включає освітні та медичні послуги, соціальне обслуговування, готельний бізнес, індустрію реклами, менеджмент, агентства по зв'язках із громадськістю, а також численні підприємства побутових послуг, що надаються корпораціям або окремим громадянам. Темпи зростання зайнятості у сфері послуг перевершили всі інші галузі та в період з 1979 по 1995 рік становили 2,3 % в рік, що привело до створення в країні 24 млн нових робочих місць. Темпи зростання зайнятості загалом по країні за той же період становили лише 1,4 % на рік. У результаті зайнятість у сфері послуг зросла з 70 % майже до 80 % від загального числа працівників.

## Оборона
На оборону в США затрачується більше коштів, ніж в інших державах. Федеральні військові витрати перевершують навіть сукупні військові бюджети багатьох індустріальних країн. У 1997 році США витрачали на потреби оборони 270,5 млрд дол. Ця цифра становить близько третини всіх військових витрат у світі і перевищує оборонні бюджети Франції, Німеччини, Великої Британії та Японії. США — найбільший у світі експортер зброї. У 1993 році США продали за кордон різних товарів військового призначення на загальну суму 10,3 млрд дол. На їх частку припадало бл. 50 % світового експорту зброї.
Географія обробної промисловості, починаючи з кінця 1960-х років характеризувалася зсувом на Південь і Захід. У період між 1970-м і початком 1990-х років частка продукції Північного Сходу і Північного Центру знизилася з 2/3 до 1/2, у той час як частка продукції Заходу збільшилася на 5 %, а Півдня — майже на 10 %. На початку 1990-х років Південь давав приблизно 1/3 всієї продукції, зайнявши місце Північного Центра як провідного регіону обробної промисловості США. Автотранспортні засоби, металовироби та промислове обладнання виготовляються в основному в Північно-Східному Центрі, куди входять штати Огайо, Індіана, Іллінойс, Вісконсин і Мічиган. Середньоатлантичні штати (Нью-Йорк, Нью-Джерсі та Пенсильванія) спеціалізуються на машинобудуванні та хімічному виробництві.

## Фінанси
Південноатлантичний регіон виробляє хімічні продукти, текстиль, одяг і тютюнові вироби. Тихоокеанський регіон на чолі з Каліфорнією спеціалізується на виробництві транспортного обладнання, продуктів споживання, електротехнічного та електронного обладнання.
У банківсько-фінансовій справі посилюється концентрація капіталу. У 1997 році на території США діяли 9143 банки із загальним капіталом 5 трлн дол. (у середньому по 548 млн дол. у кожному). У 1985 році в країні було 14 417 банків із загальним капіталом (у доларах 1997 року) 3,7 трлн дол. (у середньому по 254 млн дол. у кожному). Банки відіграють величезну роль в економіці країни. У 1996 році частка банків, страхових товариств, компаній по операціях із нерухомістю і кредитних організацій у ВВП становила 19 %. Операції з нерухомістю дали 886 млрд дол., депозитні інститути, включаючи комерційні банки, — 247 млрд, страхування — 136 млрд. Федеральна резервна система (ФРС) США контролює обсяг грошової маси в країні й вирішальним чином впливає на фінансові ринки. ФРС ухвалює рішення незалежно від федерального уряду, президент США призначає членів ради керівників на 14-літній термін. Змінюючи обсяг грошової маси, ФРС впливає на розмір процентних ставок. Зменшуючи грошову масу, ФРС підвищує процентні ставки, тим самим знижуючи темпи економічного зростання. Аналогічно, збільшення грошової маси приводить до зниження процентних ставок і стимулює економічне зростання. У 1980-х — на початку 1990-х років ФРС проводила антиінфляційну політику, втримуючи процентні ставки на високому рівні, а темпи економічного зростання — на порівняно низькому рівні.
США споживають 25 % всієї світової енергії (у перерахунку на вугільний еквівалент), значно більше, ніж будь-яка інша країна світу. Через високий рівень споживання енергії на частку США припадає бл. 20 % глобальних викидів «парникових» газів (вуглекислий газ, метан і оксиди азоту) в атмосферу. Основні джерела енергії для економіки США — нафта, природний газ і вугілля. Залежність економіки США від імпорту нафти різко зросла в період між початком 1980-х і початком 1990-х років. Сира нафта становила 1921 тис. барелів в 1980, а у 1997—2918 тис. барелів.
Виробництво електроенергії — 2823 млрд кВт·год (1991). У 1996 році нафта забезпечувала 35 % виробленої в країні енергії, природний газ — 22,5 %, вугілля — 21 %. Джерелом електроенергії служило, головним чином, вугілля (57 %), природний газ і нафтопродукти складали відповідно 9 % і 2 %. ГЕС давали 11 % енергії. Роль атомної енергетики у виробництві електроенергії до 1970-х років залишалася незначною, у 1982 році вона зросла до 12,5 %, а в 1996 — до 22 %. Структура споживання енергії у 2000 р.: нафта і нафтопродукти — 39 %, природний газ — 23 %, вугілля 23 %, інші первинні енергоносії — 15 %.
Найбільші компанії США: корпорація General Electric, Citigroup, ExxonMobil, Bank of America, IBM, AT&T, Walmart, SBC communications».

## Інфляція

### Інфляція станом на 2021 рік
Станом на листопад 2021 рік, інфляція у США прискорилася до 6,2 %. Цей показник є найвищим значенням, починаючи з 1990 року.
Станом на грудень 2021 року, Bloomberg повідомляє, що індекс споживчих цін у США прискорився до 6,8 % — найвищого значення за майже 40 років. Пришвидшення інфляції зумовлено стрімким подорожчанням одразу декількох категорій товарів. Найбільший внесок у місячному вимірі здійснили ціни на газ, житло, продовольство та транспорт.

### Інфляція станом на 2022 рік
У січні 2022 року, інфляція у США досягла найвищого рівня за 40 років, при цьому ціни зросли на 7,5 % у порівнянні з минулим роком, повідомило у четвер Бюро трудової статистики.

## Державний борг
Станом на початок грудня 2021 року борг США сягає 28,9 трлн доларів.
14 грудня 2021 року білль про підвищення боргової стелі підтримали у Сенаті США, виключно голосами сенаторів від демократичної партії США.
15 грудня 2021 року Палата Представників США погодила підвищення на 2,5 трильйона доларів боргової стелі, аби уникнути невиплат за запозиченнями. Після голосування у Палаті представників США у 221 проти 209, документ повинен підписати президент США Джо Байден.
Сума у додаткові 2,5 трлн доларів дозволить країні відтермінувати ризики несплати за своїми зобов'язаннями на весь 2022 рік, коли в країні відбудуться вибори до Палати представників США.
Представники республіканської партії США в обох палатах парламенту США, виступають проти підвищення верхньої межі боргу. Вони вважають, що підвищення стелі має відбуватися разом зі скороченням витрат, спрямованих на зменшення дефіциту бюджету та погашення боргу.

## Боргові зобов'язання
16 листопада 2021 року Федеральна резервна система повідомила що борг домогосподарств вперше у третьому кварталі 2021 року, перевищив 15 трильйонів доларів.

## Азартні ігри
Азартні ігри в США законодавчо обмежені. 2008 року вони принесли валовий дохід (різниця між загальною сумою виплат за мінусом коштів або «виграшів», повернутих гравцям) у розмірі 92,27 млрд дол.
Американська ігрова асоціація, галузева торгова група, заявляє, що ігри в США — це індустрія вартістю 240 млрд доларів, де працює 1,7 млн людей у 40 штатах. 2016 року податки на ігри принесли 8,85 млрд доларів державних та місцевих податкових надходжень.